# Ранко Јововић
Ранко Јововић (Косић код Даниловграда, 8. јун 1941 — Подгорица, 10. фебруар 2020) био је српски пјесник.

## Биографија
Ранко Јововић се родио 8. јуна 1941. године у Косићу код Даниловграда.
Објавио је књиге поезије: „Гвоздена шума”, „Додир таме”, „Јемство”, „Дивљи плач”, „Пса ми”, „Пољубац за Ану Ахматову”, „Гомилање Страха”, „Земља за укоп”, „Црњански”, „Пагани пред Распећем”, „Шта је Човјек, без подвига, Господе”, „Мрачни хљеб”, „Мој допринос разарању свијета”, „Чекајући јакобинце”, „Издахнућу на балкону”, као и „Сузе Марка Миљанова”.
Објавио је и књиге есеја и интервјуа: „Нека ми не буде ништа опроштено” и „Доба дивљања”.
Штампано је и више избора из поезије Ранка Јововића: „Залазак Сунца заувијек”, „Дружење са Сократом”, „Најлепше песме Ранка Јововића”, „Муње и молитве”, „Не огрећи главу од мене, Господе”, „Спаси Боже”.
Објављена су и два зборника поезије овог пјесника: „Не окрећи главу од мене, Господе” и „Ранко Јововић - Песник”.
Био је члан Удружења књижевника Црне Горе и главни и одговорни уредник часописа „Стварање”.
Преминуо је 10. фебруара 2020. године у Подгорици.

## Награде
Добио је више награда:
- Награда Даниловграда
- Печат Унирекса
- Награда „Ристо Ратковић”, за књигу Дружење са Сократом, 1984.
- Награда „Марко Миљанов”, за књигу Гомилање страха, 1987.
- Награда „Драинац”, за књигу Земља за укоп, 1988.
- Награда „Лаза Костић”, за књигу Пагани пред распећем, 1995.
- Награда „Кондир Косовке девојке”, 1996.
- Награда „Радоје Домановић”, Домановићеви дани сатире, Овсиште, 1999.
- Награда „Арсеније Чарнојевић”, 2008.
- Награда „Печат вароши сремскокарловачке”, за књигу песама Муње и молитве, 2009.
- Награда „Јелена Балшић”, 2011.
- Повеља „Свети Кнез Лазар”, Шилово, 2011.
- Награда „Душко Трифуновић”, 2012.
- Дучићева награда, 2013.
- Награда „Бранко Ћопић”, за књигу Чекајући јакобинце, 2013.
- Награда „Миодраг Ћупић”, за књигу Чекајући јакобинце, 2014.
- Награда „Одзиви Филипу Вишњићу”, 2014.
- Награда „Жичка хрисовуља” , 2014.
- Награда „Макаријево слово”, 2015.[6]
- Награда „Печат Херцега Шћепана”, 2016.[7]
- Награда „Извиискра Његошева”, 2018.